# Ezio Battistella
Ezio Antonio Battistella (Numea, 19 aprile 1969) è un ex cestista italiano.

## Carriera
Nato in Nuova Caledonia, prodotto del vivaio trevigiano, esordisce in A1 nel 1987. Gioca nella Pallacanestro Trapani, RB Montecatini Terme, Pallacanestro Petrarca Padova.Ha vinto i nazionali giovanili.